# پیکو دوس مارینز
پیکو دوس مارینز (به پرتغالی: Pico dos Marins) یک کوه در برزیل است. پیکو دوس مارینز ۲٬۴۲۰٫۷ متر بالاتر از سطح دریا واقع شده‌است.